# Kingswood
Kingswood — австралийская музыкальная группа из города Мельбурн, играющая в жанре инди-рок. Группа состоит из вокалиста Фергуса Линейкра, гитариста Алекса Ласки, бас-гитариста Джереми Хантера и барабанщика Джастина Дебрайнката. После самостоятельного тура по Австралии с такими группами как The Living End, British India и The Saints, а также многочисленных выступлений на фестивалях (в том числе Pyramid Rock и Queenscliff Music Festival) и выпуска трёх синглов: «Yeah Go Die», «Medusa» и «She’s My Baby», 2012 год оказался весьма сложным, но плодотворным для молодой группы.
В 2013 году Kingswood вместе с Grinspoon приняла участие в национальном австралийском туре в поддержку Aerosmith, выступая на Groovin The Moo, Big Pineapple, Golden Days и Big Day Out Festivals. В этом же году группа выпускает очередной сингл «Ohio» и «Change of Heart — EP Deluxe», получая одобрительные отзывы критиков.
Kingswood возвращаются из Нэшвилла, где проходила запись их дебютного альбома с продюсером Вэнсом Пауэллом. В свет вышел сингл «Sucker Punch». Альбом выйдет в первой половине 2014 года.